# 横峯良郎
横峯 良郎（よこみね よしろう、1960年（昭和35年）3月15日 - ）は、日本の実業家、ゴルフキャディー、ラジオパーソナリティ、政治家。プロゴルファーの横峯瑠依（長女）、横峯さくら（三女）の父。通称「横峯パパ」「さくらパパ」（「瑠依パパ」と呼ばれることもある）。参議院議員を1期務めた。

## 来歴
鹿児島県鹿屋市出身。
鹿児島県立串良商業高等学校卒業後は大阪のスーパーマーケットに就職。鮮魚部門で働くも退職し、鹿児島に帰郷。20歳の時に、大阪にいた頃から交際していた3歳年上の女性と結婚。3児をもうける。
兄の経営する保育園勤務などを経て、弁当屋のチェーン店に勤め独立。弁当屋を始め、10店舗まで拡大する。
プライベートゴルフ場を造成、この際に数千万の借金を抱えたが横峯姉妹の賞金から返済している。居酒屋「いけのめだか」を経営する。
娘たちのためにマイクロバスを改造した自作キャンピングカーで各大会を転戦、キャディーも務める。横峯さくらの初優勝とともにキャディーを引退する。横峯姉妹の賞金管理などを目的に「有限会社さくら」を設立し、自ら代表取締役を務めている。その他にも、ゴルファー養成場を経営している。
大のプロレスファンで、前田日明のファンであることを公言している。プロレス団体「ビッグマウス・ラウド」顧問を務めている。この団体に前田が居たので顧問に就任したのだが、彼が撤退した現在も顧問を続けている。経営していた居酒屋「いけのめだか」・主宰する少年少女ゴルファー養成場「さくらアカデミー めだかクラブ」のそれぞれの名称は、吉本新喜劇の俳優でコメディアンの池乃めだかファンであることに由来する。
2007年7月29日投開票の第21回参議院議員通常選挙に民主党公認で比例区から出馬し、当選した。当初は生地である民主党鹿児島県総支部連合会に所属していたが2008年1月から民主党沖縄県総支部連合会に所属。2010年1月からは民主党宮崎県総支部連合会に所属。これは自らの生活基盤が宮崎県にあるため本人が希望して移籍。

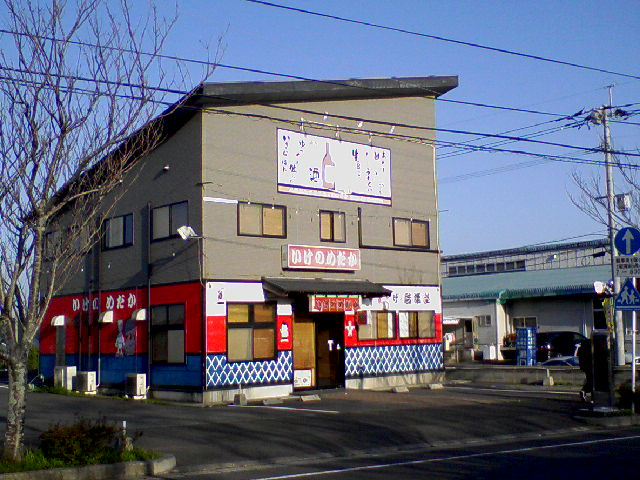
居酒屋「いけのめだか」

2008年1月、在日韓国人などに参政権を付与することを目的とする「在日韓国人をはじめとする永住外国人住民の法的地位向上を推進する議員連盟」が民主党内に発足し、参加。
2008年2月、北朝鮮との対話友好を目指す議員連盟「朝鮮半島問題研究会」の立ち上げに参加し、幹事として所属。
2011年12月28日、「一身上の都合」を理由に民主党執行部に離党届を提出した（民主党は2012年2月7日の常任幹事会で離党届を受理せず除籍処分とすることを決定した）。同日午後、横峯の秘書が国会内の民主党幹事長室を訪れ、樽床伸二幹事長代行に手渡した。同日午前中に離党届を提出した内山晃ら9人の民主党議員の動きとの関係はないという。同日元衆議院議員鈴木宗男が新たに届け出た「新党大地・真民主」に松木謙公・平山誠らとともに参加の意向を示し、同党所属となった。「新党大地・真民主」は2012年11月28日、第46回衆議院議員総選挙に際して「新党大地」に党名を変更。横峯は引き続き同党所属となった。総選挙中は瑠依とさくらが鈴木宗男の長女貴子の応援演説をするなど親子で党活動を行った。総選挙後の2012年12月28日、平山誠が新党大地を離党したため、参議院会派「新党大地」は横峯の1議席となり会派構成要件を喪失。2013年1月10日、参議院会派「新党大地」は会派解散を届出、横峯は会派に属さない議員となった。同年7月の第23回参議院議員通常選挙には立候補しなかった。同参院選において新党大地は当選者を出すことができず、横峯の任期満了を以って参議院の議席を失った。
2013年8月、プロゴルファーへの転身を目指すことを宣言、事実上政界引退を表明した。プロテストに当たる日本プロゴルフ協会のプレ予選、日本ゴルフツアー機構の1次予選会の出場を目指し、北海道内で練習しているという。
2019年11月にはNHKから国民を守る党が次期衆院選に横峯を擁立すると発表したが、2021年10月の第49回衆議院議員総選挙には立候補しなかった。
2022年10月13日、同年12月に行われる宮崎県知事選挙に立候補する意向を示したが、12月6日には持病の悪化を理由に出馬断念を発表した。
2023年2月、横峯は日刊ゲンダイの取材に応じ、2023年現在も新党大地の党員として政治活動を続けていることを明かした上で、4年後の宮崎県知事選に立候補する意欲を示した。
2024年9月30日、翌年1月26日に予定される西都市市長選挙への立候補を表明。知人の縁で1年ほど前から同市に移住しているという。結果はわずか826票しか獲得できず落選した。

## 不祥事・批判

### 暴力団員との賭けゴルフ・不倫・暴行
参院選への出馬を表明した直後に発売された『週刊新潮』2007年6月21日号が、過去に賭けゴルフを行っていた疑惑と年金未納について報じた。
本人は選挙中からマスコミに対して事実無根であるかのような姿勢を取っていたが、当選後に発売された『週刊新潮』8月30日号は引き続き賭けゴルフ疑惑について報じると共に、飲食店を経営する40歳代の女性との不倫についても報じた（のちに、別の女性との不倫報道が週刊誌で報じられた）。記事中で横峯は女性との関係を認め、賭けゴルフについては事実を認めたものの「議員になってからはやっていない」と釈明。
民主党は8月24日に横峯側から聴取を行ったうえで当時の幹事長・鳩山由紀夫が記者会見し、賭けゴルフについては賭博罪の公訴時効（3年）が成立しているものの、事実と認めたことから、幹事長厳重注意処分とした。
横峯は8月28日に記者会見を開いて謝罪し、過去に賭けゴルフを行ったこと、記事に登場する女性と2006年秋頃に交際していたことを認めた。一方で、賭けゴルフの金額に事実と大きな隔たりがあるうえ女性に対して暴力を振るったとする内容など20箇所は事実無根であると主張。また、この女性から借金を申し入れられた際に恐喝未遂行為があったとして、週刊新潮の発行元の新潮社とこの女性を相手取り名誉毀損で総額5500万円の損害賠償と謝罪記事の掲載を求め、東京地方裁判所に提訴した。
『週刊新潮』編集部は「取材に対して事実関係を認めたにもかかわらず名誉毀損で提訴する対応は不可解」とコメント。提訴後に発売された9月6日号と9月13日号でも賭けゴルフの参加者に対して8月30日号の発売後に口裏合わせを行ったとする疑惑および女性に対し「ブッ殺す」と脅迫したなどとする続報を取り上げ、徹底抗戦の構えを見せている。
2010年11月30日、東京地裁は、「原告が配偶者があるのに、他の女性と肉体関係を伴う交際をし、半同棲状態になっていた事実を摘示した名誉毀損行為については、その重要な部分について真実性の立証があり、違法性がないというべきである」、「原告が複数回にわたり賭けゴルフをしていた事実を摘示した名誉毀損行為についても、真実性の立証があり、違法性がないというべきである」、「原告が暴力団組長と賭けゴルフをした事実を摘示した名誉毀損行為についても、真実性の立証があり、違法性がないというべきである」、「原告がゲームに負けた女性に強い酒を無理に飲ませて酩酊状態にし、服を脱がせて下着状態にしたり、顔、背中等にマジックで落書きをし、その姿を写真に撮らせて遊んでいた事実を摘示した名誉毀損行為についても、真実性の立証があり、違法性がないというべきである」、「原告が交際中の女性とけんかをする中で、激昂すると包丁を壁に突き立てたり、同女性の首を絞めたりするという暴行に及んだ事実を摘示した名誉毀損行為についても、真実性の立証があり、違法性がないというべきである」、「金銭の貸付けをしようとする原告が融資の条件として相手女性の母親の年金を担保とする条件を提示したという事実を摘示した名誉毀損行為についても、真実性の立証があり、違法性がないというべきである」、と示して横峯の請求を棄却した。横峯側は東京高裁に控訴。しかし2011年8月30日、自らの主張に理由がないこと、記事を事実と認める「請求放棄」を申し立てて訴訟終結。『週刊新潮』編集部は「都合が悪くなると逃げ出すのは政治家失格で、即刻議員辞職すべきだ」とするコメントを出した。

### 恐喝事件関与
2010年7月23日発売の『週刊文春』と『週刊新潮』の両誌において、恐喝事件に関与した疑惑が報じられる。記事によると、横峯が関係する飲食店において金銭トラブルが発生した際、仲介役となった横峯が知り合いのプロレスラー橋本友彦を紹介し、主犯格橋本友彦の指示のもと他5名で店を恐喝し30万円ほどを奪った為、逮捕勾留された。
2010年7月21日、東京第4検察審査会は恐喝事件で不起訴となった1人について起訴相当議決をし、議決書で横峯が「参謀のような活動をしており深く犯罪に関与している」と指摘し、犯罪に関与した疑いを指摘された。
2回目の不起訴になった後の2011年4月に東京第4検察審査会の審査では「被害金額が多額とまでは言い難く、速やかに返金されている」として起訴には至らないという議決をしたが、議決書で横峯の関与を再び指摘した。

### 接触事故
2011年5月2日正午頃、東京都港区南青山の都道で乗用車を運転中、後ろから走ってきた男性会社員の車と接触事故を起こした。警視庁四谷警察署の調べによると、横峯が2車線道路を走行中、前方に駐車中の車を追い越すために右側に車線変更した際、後方確認を怠ったことが原因。両者の車の一部が損傷したものの、横峯と男性会社員にケガはなかった。事故に巻き込まれた通行人などはおらず、当事者の車以外の物損もなかった。横峯は事務所を通じて「今後は注意確認を心掛けて、安全運転に努めたい」とのコメントを発表した。

### 航空券不正受給
2011年9月28日の参院予算委員会で、民主党・新緑風会所属の平山誠参院議員が横峯の自宅所在地と酷似した実在しない宮崎市内の地名・番地と、平山とは無関係の電話番号を2010年2月以降「地方住所」として届け出、2010年4月以降羽田空港から宮崎空港までの料金に相当する航空券の支給を受けていたことが自民党の世耕弘成議員により指摘された。平山と横峯はゴルフ仲間といい、世耕によれば「ゴルフ遊びの航空券ほしさに虚偽の届け出をした疑いがある」という。平山は26日、地方住所を横峯が主宰する「さくらゴルフアカデミー」のある宮崎空港ゴルフセンターの住所に変更している。平山の事務所は「横峯議員の自宅に隣接する場所に事務所があった。住所に誤記載があった。ゴルフセンター内には2011年4月に設立した政治団体の事務所があり、航空券を不正に受領するためにやったことは一切ない」などと釈明した。さらに横峯も実態と異なる「地方住所」を参議院事務局に届け出、航空券の支給を受けていたことが分かった。横峯・平山両事務所は事実関係を認めたうえで、「故意でなかった」と釈明した。横峯は民主党沖縄県連の事務所所在地を地方住所として届け出、2010年4月から2011年9月まで、沖縄までの料金相当の航空券を受け取っていた。横峯は民主党宮崎県連に所属しているにもかかわらず、所属していない沖縄県連の事務所を「住所」としていたことから、参議院議院運営委員会にて自民党の義家弘介参議院議員から指摘を受け、2011年9月末に地方住所を宮崎市内の自宅に変更した。横峯はかつて沖縄県連所属の時期もあったものの、2010年以降は宮崎県連に所属している。横峯事務所は「住所訂正を怠った。一部返金を検討したい。全国を転戦して政治活動をしている」と不正使用を否定した。義家の調査によると、2010年4月から2011年9月までの横峯の航空券利用記録は139回あるが、そのうち羽田空港－那覇空港便は2回。1か月有効の航空券で残額が出た際にはオープンチケットに交換したり、平山と同便で八丈島へ渡ったこともあったという。平山と連れ立ってゴルフなどに出かけていた疑いも持たれており、義家は「議員特権悪用の最たるもので、返金では済まない。見て見ぬふりの参議院事務局の態度も批判されるべきだ」と指摘している。参議院事務局では、地方住所は議員から届け出があればそれを信用しそのまま受け付け、居住実態の有無などを調査することはしていない。

### 政党交付金不正支出
2012年9月28日、「新党大地・真民主」参加前に横峯が支部長であった民主党参議院比例区第57総支部（東京）の2011年分の政党交付金使途等報告書が公表され、自動車購入費として200万円を支出していたことが判明したが、支出の相手は三女の横峯さくらであった。2011年7月、さくらが所有していたトヨタ製2010年式の高級乗用車を政党交付金を使ってさくらから200万円で買い取り、同支部名義に変更していた。さくらから買い取った自動車はもともと横峯本人が使っていた中古車で、横峯は「新車を購入することと比較し経費削減になるとの思いから行った」「できるだけ避けた方が良いとは思ったが、法的には問題ないと考える」等と説明した。政党助成法において政党交付金は政治活動の自由の観点から使途については制限や条件が設けられていないものであるが、それが国庫から交付される公費であることに留意し、政党交付金を受ける政党の組織及び運営については民主的かつ公正なものとし、その支出は国民の信頼にもとることのないようにしなければならないものとされている。娘の中古車を自分の金ではない政党交付金で買い取るという使い方は、国会議員が手元の公金を自分の家族・親族のために支出したということに他ならず、私的流用であったか否か、また公職にある実の父親の一存で公費から収入を得た形になったさくらがどの程度その事実を認識していたのかについては定かではないものの、公正性・信頼性の点において疑念が持たれている。車は現在も横峯名義となっており、民主党離党・「新党大地・真民主」参加後も横峯が使用している。
また2009年、さくらが出場するゴルフ大会訪問のためた交通費や宿泊費など約69万円を政治資金から支出していたが、2011年2月にはさくらが出場するゴルフ大会訪問の際、本人と秘書の宿泊費として愛知県豊橋市のホテルに政党交付金から8万5720円支払っていたことが判明した。ゴルフ大会の見物を政治活動とし、政党交付金を支出することについては大方の了解を得られないものと見られるが、横峯は「同大会の大会顧問を務めており、愛知県内には後援会員もいる」と説明している。

### 年金に関する発言
2007年7月21日夜、高知市九反田の中央公民館で開かれた民主党高知県選挙区の武内則男との合同個人演説会において、「年金なんかみんな言えばいいんですよ。みんな65歳以上の人が言って、はい私納めてましたと、納めてなくても言ってもいいと思います。言ってもいい」と発言した。

## 所属議員連盟
- 戸籍法を考える議員連盟
- 朝鮮半島問題研究会（幹事）
- 在日韓国人をはじめとする永住外国人住民の法的地位向上を推進する議員連盟

## 出演

### テレビ
（準レギュラー）
- ブロードキャスター（TBSテレビ、2006年4月から月1回のゲストコメンテーター）

（不定期出演）
- さんまのSUPERからくりTV（TBSテレビ、2006年7月30日 - ）

（過去の出演実績）
- ポケモン☆サンデー（2006年10月 - 2007年3月、テレビ東京）

### ラジオ
- さくらパパ良郎のゴルフ大好き（ニッポン放送）
- 福澤朗ラヂオ☆スター（2005年11月12日、ニッポン放送）

### CM
- サロメチール（SATO）
- ヘア・フォーライフ「横峯良郎の挑戦」（アートネイチャー）
- WONDAモーニングショット（アサヒ飲料）

### DVD
- Get in the hole!（2005年7月29日、ポニーキャニオン）
- 横峯さくら&良郎 娘をプロゴルファーにする方法（2006年7月21日、イーネット・フロンティア）

## 著書
- さくら咲く!（2005年3月30日、KKベストセラーズ、ISBN 978-4584188620）
- 芝生のシンデレラ―横峯さくらヒストリー（画:佐藤由惟、原案:横峯さくら・横峯良郎、2005年9月、講談社、ISBN 978-4063720914）
- 俺たちの教育論―こうして子どもを育ててきた（アニマル浜口との共著、2007年5月、致知出版社、ISBN 978-4884747787）
- さくらパパ ヨシロー語録（2006年1月、岳陽舎、ISBN 978-4907737757）
- 子どもをプロゴルファーにする72の教え―さくらをプロにするのが、私の天職だった!（2006年3月、実業之日本社、ISBN 978-4408323015）
- 「あがってナンボ」のてげてげ人生論（2007年6月9日、小学館、ISBN 978-4093797726）